# Co-Axial-Hemmung
(siehe auch Koaxialhemmung)

Schematische Darstellung der Co-Axial-Hemmung

Der englische Uhrmacher George Daniels entwickelte in den 1970er Jahren die sogenannte Co-Axial-Hemmung (englisch Co-axial escapement), die ihren Namen durch zwei auf einer Welle übereinander angeordnete Gangräder erhielt. Das Ziel ist, die Vorteile der Ankerhemmung – sicherer Selbstanlauf, erschütterungssicher und keine Gefahr von Doppelauslösungen – mit denen der Chronometerhemmung – reibungsarmer Antrieb und weitgehende Unabhängigkeit von Schmierung – zu verbinden. Das Ergebnis ist eine Hemmung mit vier Paletten, von denen zwei an einem Anker Ruhepaletten sind. Die anderen sind Impulspaletten, von denen eine am Anker und die andere an der Unruh sitzt. Der Impuls wird nicht wie bei der Ankerhemmung über eine schräge Ebene, sondern reibungsarm, wie bei der Chronometerhemmung erteilt.
Auf der Basis eines qualitativ hochwertigen Gangmodells wurden Vor- und Nachteile erörtert. Die wesentlich geringere, jedoch nicht aufgehobene Abhängigkeit von der Schmierung wird durch Wirkungsgradverluste erkauft, denn die komplizierte Funktion bedingt mehr toten Weg des Ankerrades. Da dieses nur acht Zähne haben kann, ist ein weiteres Rad im Getriebe erforderlich. Ähnlich der Chronometerhemmung besteht die Gefahr von Zerstörungen bei unbedachter Demontage. Die Firma Omega begann 1999 mit der Herstellung von Armbanduhren mit dieser Hemmung.